# 萊翁希瓦塔山
萊翁希瓦塔山（León Jiwata），是玻利維亞的山峰，位於該國西部拉巴斯省，處於西北面的亞伊普里山和東南面的哈查庫諾科庫柳山之間，屬於安第斯山脈中基姆薩克魯斯山脈的一部分，海拔高度5,680米。